# Груб (Тюрингия)
Груб (нем. Grub) — община в Германии, в земле Тюрингия.
Входит в состав района Хильдбургхаузен. Подчиняется управлению Фельдштайн. Население составляет 174 человека (на 31 декабря 2010 года). Занимает площадь 4,49 км².